# David Pink
David Pink, född 31 december 1939, är en brittisk bågskytt. Han deltog vid olympiska sommarspelen 1976.